# Raymzter
Raymzter, de son vrai nom Raymond Redouan Christiaan Rensen, né le 7 juillet 1979 à Almere (Pays-Bas), est un rappeur néerlandais.

## Biographie

### Naissance et origines
Raymzter, de son vrai nom Raymond Redouan Christiaan Rensen, naît à Almere, aux Pays-Bas, où il grandit dans le quartier de Stedenwijk Zuid. Il est issu d'une famille mixte : son père est Marocain et sa mère Néerlandaise.
Son quartier, bien qu’il ne soit pas un ghetto, est une zone calme mais perçue comme peu dynamique, ce qui influence fortement son approche critique dans ses textes. Dès l'âge de 11 ou 12 ans, il entre en contact avec le hip-hop grâce à une cassette de Public Enemy offerte par sa tante. Il commence alors à écrire ses propres textes, d'abord influencés par ses modèles, avant de développer son propre style.

### Carrière musicale
À 15 ou 16 ans, Raymzter fait ses premiers pas sur scène avec ses premiers morceaux, initialement en anglais. Cependant, il opte rapidement pour le néerlandais, afin de toucher plus directement son public, en particulier lors de performances live. Il fait partie du collectif Onafhankelijk (Indépendant), qui prône l'autonomie artistique. Raymzter considère qu'il reste indépendant, qu'il travaille en solo ou avec son collectif.
En 2001, il gagne le grand prix des Pays-Bas dans la catégorie "Hip-hop et R&B". Deux de ses morceaux font leur apparition dans la compilation des sons hip-hop des Pays-Bas. Quelques mois après, il remporte le disque d'or.
Raymzter se fait connaître en 2002 grâce à son titre controversé Kutmarokkanen, qui traite de problématiques sociétales autour des jeunes d'origine marocaine aux Pays-Bas. Ce morceau, immédiatement propulsé dans le top 10, attire une attention médiatique massive et fait de lui une figure incontournable des plateaux télé et des débats publics. Cependant, cette notoriété soudaine s’accompagne de défis, notamment le risque d’être uniquement associé à ce titre et à des discussions sociétales, au détriment de son identité musicale.
Il s'engage dans une carrière à plein temps dans le hip-hop et se concentre sur l'écriture de paroles et la création de beats. En 2003, il participe à la compétition Grote Prijs van Nederland, qui lui permet de renforcer sa confiance en ses capacités artistiques. Après cet événement, il gagne en notoriété et reçoit des propositions pour des collaborations et des contrats. Ses textes abordent des thèmes variés, oscillant entre la critique sociale, l'humour et des messages porteurs de réflexion. Durant cette même année, en 2003, ses deux morceaux "Kutmarokkanen" et "Down Met Jou" ont été choisis comme générique du film français Taxi 3.
Après ce succès initial, Raymzter continue de travailler en coulisses. Il quitte son label TopNotch, estimant qu'il est plus simple de sortir un album de manière indépendante, et signe un accord de distribution avec Sony BMG. En 2005, il revient avec son deuxième album, Rayacties, une œuvre qu’il décrit comme plus diversifiée et optimiste. Il y exprime une évolution musicale marquée et espère que le public saura apprécier ce nouveau chapitre de sa carrière. Raymzter insiste sur son désir de se concentrer sur la musique, plutôt que d’être perçu uniquement comme une voix critique de la société. Il revendique son individualité, affirmant qu’il représente lui-même et non une communauté ou une cause.
En 2016, il se retrouve en clash face au rappeur Ronnie Flex, faisant régulièrement la une des magazines people aux Pays-Bas,,,.

### Style et influences
Raymzter défend une vision universelle de la culture hip-hop, refusant les étiquettes comme « nederhop » (hip-hop néerlandais). Pour lui, la musique transcende les frontières linguistiques et culturelles. Il s'inspire d'artistes emblématiques tels que KRS-One, Nas, Public Enemy, ou encore Rakim, et reconnaît l'importance des genres musicaux fondateurs comme le jazz, la soul et le funk.
Actif sur la scène néerlandaise, Raymzter participe à plusieurs projets collectifs et compilations. Il met en avant des collaborations avec d'autres artistes comme Opgezwolle, Terilekst, ou Pete Philly, et milite pour un soutien accru à la scène hip-hop locale. Il insiste sur l'importance de la persévérance et critique le manque de longévité chez certains artistes.

## Discographie

### Albums
- 2002 :  Rayalistisch
- 2005 :  Rayacties

### Singles
- 2002 : Kutmarokkanen??!
- 2003 : Down met jou
- 2003 : Altijd laat
- 2005 : Zeg ja!!
- 2005 : Soms gaat het mis
- 2006 : Welkom in ons leven

### Mixtapes
- 2003 : Smookbreeks
- 2011 : De Frontlinie